# لاپیریوم
لاپیریوم به عنوان کلرید نمک لاپیریوم کلراید یک سورفکتانت کاتیونی است که مورد استفاده در محصولات مراقبت شخصی به عنوان یک زیست‌کش و عامل آنتی‌استاتیک است. همچنین از آن در تصفیهٔ فاضلاب و مهار خوردگی استفاده می‌شود.